# 古吴春秋
古吴春秋，是1997年由中國大陸製作一共25集的電視古裝連續劇，以春秋时期吴国的历史发展为线索，讲述了吴国从寿梦开国到夫差亡国的这一段历史故事，跨度达一百余年。

## 演員名單
- 寿梦 张丰毅 飾
- 诸樊 陈俊 飾
- 周简王 刘大刚 飾
- 晋景公 王全有 飾
- 子反 秦焰 飾
- 夏姬 娟子 飾
- 巫臣 马文忠 飾
- 楚王熊审 姬晨牧 飾
- 余祭 贾志刚 飾
- 余眛 李大昕 飾
- 季札（青少年） 李楠 飾
- 徐君章禹 张柏寒 飾
- 季札（中老年） 李起厚 飾
- 被离 张宗良 飾
- 吴王僚 管越 飾
- 长姝 蒋宝英 飾
- 阖闾 刘威、王世文 飾
- 俏女 汪园园 飾
- 专诸 袁进 飾
- 伍子胥 李永田 飾
- 庆忌 康凯 飾
- 季姝 王琴珍 飾
- 椒丘欣 康凯 飾
- 要离 孟春江 飾
- 宋耕 姜健康 飾
- 要离妻子 方子春 飾
- 伯嚭 张昕、马刚 飾
- 孙武 马玉良 飾
- 楚王熊珍 苗海忠 飾
- 申包胥 叶勇 飾
- 子期 袁之光 飾
- 囊瓦 徐秋成 飾
- 夫差 张彤 飾
- 勾践 吴旗 飾
- 范蠡 柳云龙 飾
- 文种 祁宝全 飾
- 西施 曹颖 飾
- 冉姬 张桂荣 飾
- 掌囚官 王岗 飾
- 鲍牧 葛典玉 飾
- 鲁哀公 刘大刚 飾
- 晋定公 秦世臣 飾
- 王孙雒 王岗 飾

## 职员表
- 总监制 靳雨生
- 编剧 叶楠
- 导演 强小陆